# 개포중학교
개포중학교(開浦中學校)는 대한민국 서울특별시 강남구 개포동에 있는 공립 중학교이다.

## 학교 연혁
- 1983년 4월 22일 : 개포중학교 개교
- 2017년 3월 1일 : 개포주공아파트 1단지 재건축으로 인해 휴교[2]
- 2024년 3월 4일 : 재개교

## 참고 자료
- 개포중학교 - 한국교육학술정보원 학교알리미